# American Wolfdog

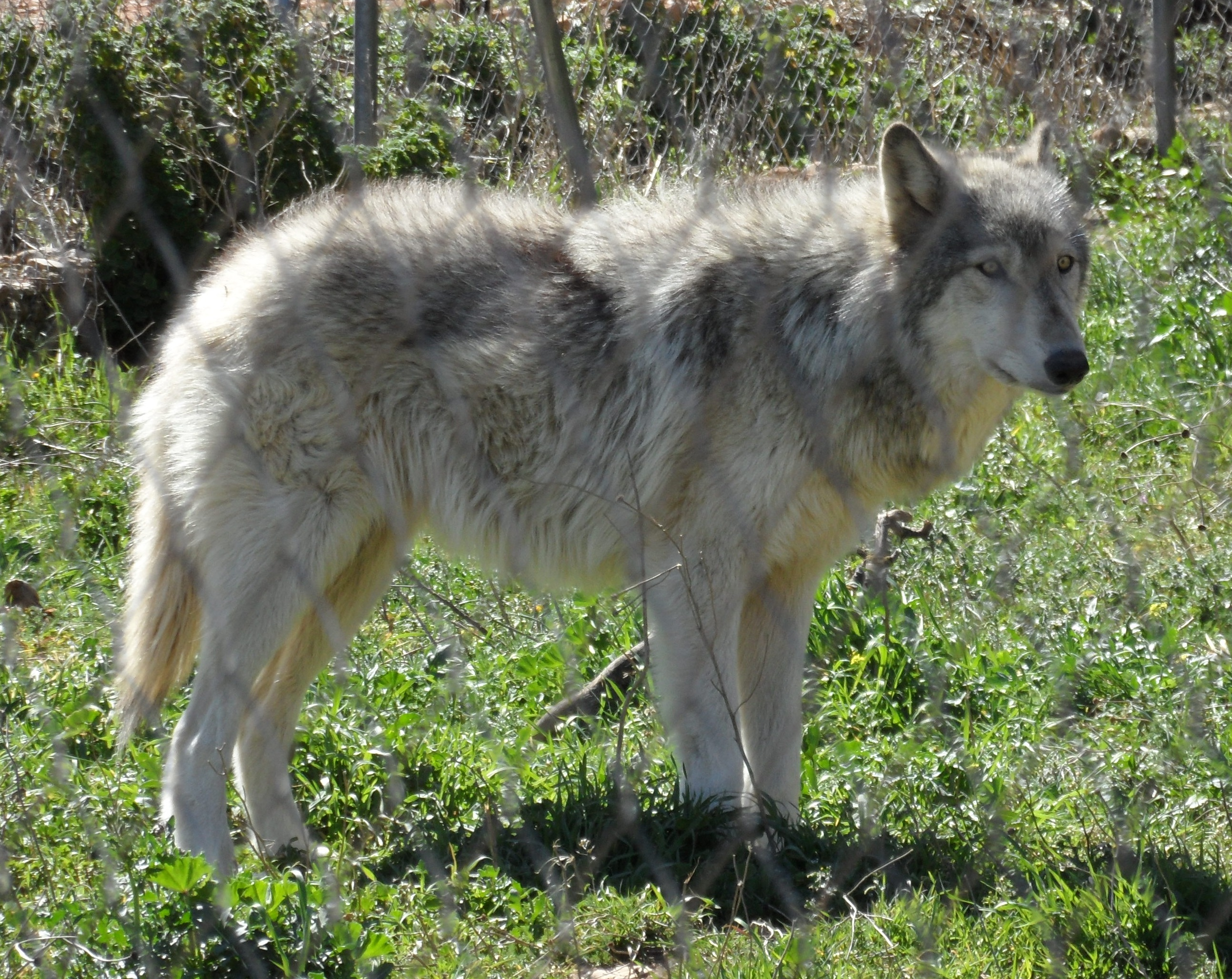
Un American Wolfdog

L'American Wolfdog è una tipologia di cane originaria degli Stati Uniti, non riconosciuta da FCI, nata a partire dagli anni '50. Comunemente chiamato, fino al 2012, “lupo ibrido” (“wolf hybrid”), oggi è conosciuto semplicemente come “canelupo” (“wolfdog”) americano.

## Terminologia
Con il termine "American Wolfdog" (cane lupo americano) ci si riferisce genericamente a qualsiasi cane che discenda da incroci tra cane e lupo americano, a differenza del Saarloos e del Cecoslovacco che discendono da lupi europei. Data l'assenza di uno standard di razza ufficiale, ogni allevatore di Cane Lupo Americano si è posto i propri obiettivi, al punto che attualmente sono presenti innumerevoli linee ed incroci di cani lupo che si distinguono chiaramente sia per tratti fisici che caratteriali, dovuti anche alla grande varietà di razze canine usate nella selezione: Siberian Husky, Alaskan Malamute, Pastore Tedesco, Pastore dei Pirenei, Samoiedo. Proprio per queste ragioni è altamente improbabile che il termine "American Wolfdog" possa mai andare a definire una razza ufficiale.
È datato e usato troppo genericamente in tutto il mondo.
Quando parliamo di Cane Lupo Americano o American Wolfdog, in lingua inglese, ci riferiamo quindi ad un esemplare che discende dell’incrocio tra Lupo Grigio Nord Americano (Canis Lupus Lycaon, Canis Lupus Occidentalis, Canis Lupus Nubilus) o Lupo Artico (Canis Lupus Arctos) e cani domestici, solitamente razze primitive, con tutte le conseguenti varianti. All’interno di questa tipologia rientra il North American Indian Dog, o NorthAID, unica razza canina (non riconosciuta ufficialmente) con standard registrato al CKC (Continental Kennel Club) nel 1988 da Mark Klemperer.
Per classificare le varie tipologie di canelupo americano si utilizza quello che chiamiamo "contenuto" (Content), ma cosa si intende realmente con questo termine? 
In passato il contenuto veniva determinato esaminando il libro genealogico del soggetto in questione e la "Filial Generation" (generazione filiale) ma con il passare del tempo è diventato più comune classificare attraverso il fenotipo, per caratteristiche e comportamento, o con l'ausilio dei test del DNA che mostrano la percentuale di geni di lupo.
Il “Filial Generation Number” (F-number) si riferisce al numero di generazioni che separano un canelupo da un esemplare di lupo "puro", quindi un F1 sarà il nato di una riproduzione tra un cane (o un cane lupo) ed un lupo puro. Per F2 si intende la seconda generazione o un soggetto che abbia tra i suoi nonni un lupo "puro". 
Il calcolo della percentuale su carta sembra molto semplice se si considera un'equazione in cui un soggetto X (100% lupo) si riproduce con un soggetto Y (100% husky). Il problema è che è molto improbabile che si abbia a che fare con uno scenario di questo tipo. Nella maggioranza dei casi si ha a che fare con scenari come: 
Soggetto X ( F3: 92% lupo e 8% malamute) si riproduce con il soggetto Y (F3: 86% lupo 2% husky 12% malamute).
In quest'ultimo esempio si capisce come sia molto difficile sapere con certezza quali geni un soggetto abbia ereditato, in particolare se si pensa che ogni singolo cucciolo può ereditare più o meno geni dalla linea materna o da quella paterna. Inoltre considerando che i cani lupo sono stati allevati e selezionati in cattività per generazioni senza un chiaro programma risulta complicato, nella gran parte dei casi, risalire con certezza alle linee originarie.
Il calcolo effettivo della percentuale, data la difficoltà nell'ottenere un libro genealogico certo, è stato abbandonato in favore del cosiddetto “contenuto”. Oggi si usano i termini "low content" basso contenuto, "mid content" medio contenuto e "high content" alto contenuto per descrivere le caratteristiche di un determinato soggetto più che la sua reale percentuale di lupo.
In pratica, quali sono le differenze tra questi contenuti? Si ricorda che la classificazione in base al contenuto varia tra Europa e Stati Uniti. In questo articolo si useranno le soglie percentuali della classificazione americana.
L’alto contenuto (acronimo HC – High Content) varia dall’85% al 99%. Più la percentuale sale, e più le caratteristiche fenotipiche diventano praticamente indistinguibili rispetto al lupo (di solito questo avviene dal 95% in su, mentre sotto il 95%, si possono percepire caratteristiche anche se molto sottili che li distinguono da un lupo).
Il medio contenuto (MC – Mid Content) varia dal 50% al 80% (una variabilità grandissima se ci si pensa). I soggetti di medio contenuto sono quelli con la più alta variabilità e quindi con altissima diversità in caratteri e apparenze. Spesso i tratti ripresi dal cane sono evidenti, il quanto questi tratti siano marcati varia da soggetto a soggetto. La % può incidere su queste caratteristiche ma non obbligatoriamente. 
Il basso contenuto (LC – Low Content) invece è dal 50% in giù. I tratti presi dal cane sono molto evidenti ed anche a livello comportamentale sono molto più vicini al cane, con alcune caratteristiche prese dal lupo. 
Nulla è ufficiale e ogni soggetto è a sé, anche se dello stesso contenuto. Quello che succede tuttora è l’usanza di valutare/classificare un determinato soggetto tramite principalmente aspetti fisici (fenotipizzazione). Questo può portare a dare un giudizio sbagliato sull’animale, ed in alcune nazioni, ne può persino valere della sua vita. Anche per questo è importante capire la differenza tra sangue e gene di lupo: un soggetto con il 95% di contenuto che risulta essere un F6 è completamente legale in molti paesi europei, Italia compresa. Al contrario un F1 nato da un mix con un Pastore Tedesco non è detenibile legalmente, anche se può sembrare un “semplice cane”. 
È molto importante valutare che stile di vita si ha, assieme agli spazi, prima di decidere quale tipo di cane lupo prendere. Tendenzialmente più la % in un soggetto si alza, più comportamenti tipici del lupo avrà (dai medi in su è imprescindibile) e questo può condizionare fortemente la convivenza tra cane(lupo) e proprietario oltre che cambiare radicalmente la quotidianità del secondo. In genere sono animali che non potranno andare in canile per via delle loro caratteristiche e dei loro comportamenti ed al momento in Italia non sono presenti santuari in grado di soddisfare le esigenze dei soggetti con un consistente contenuto.

## Descrizione

### Aspetto e Dimensioni

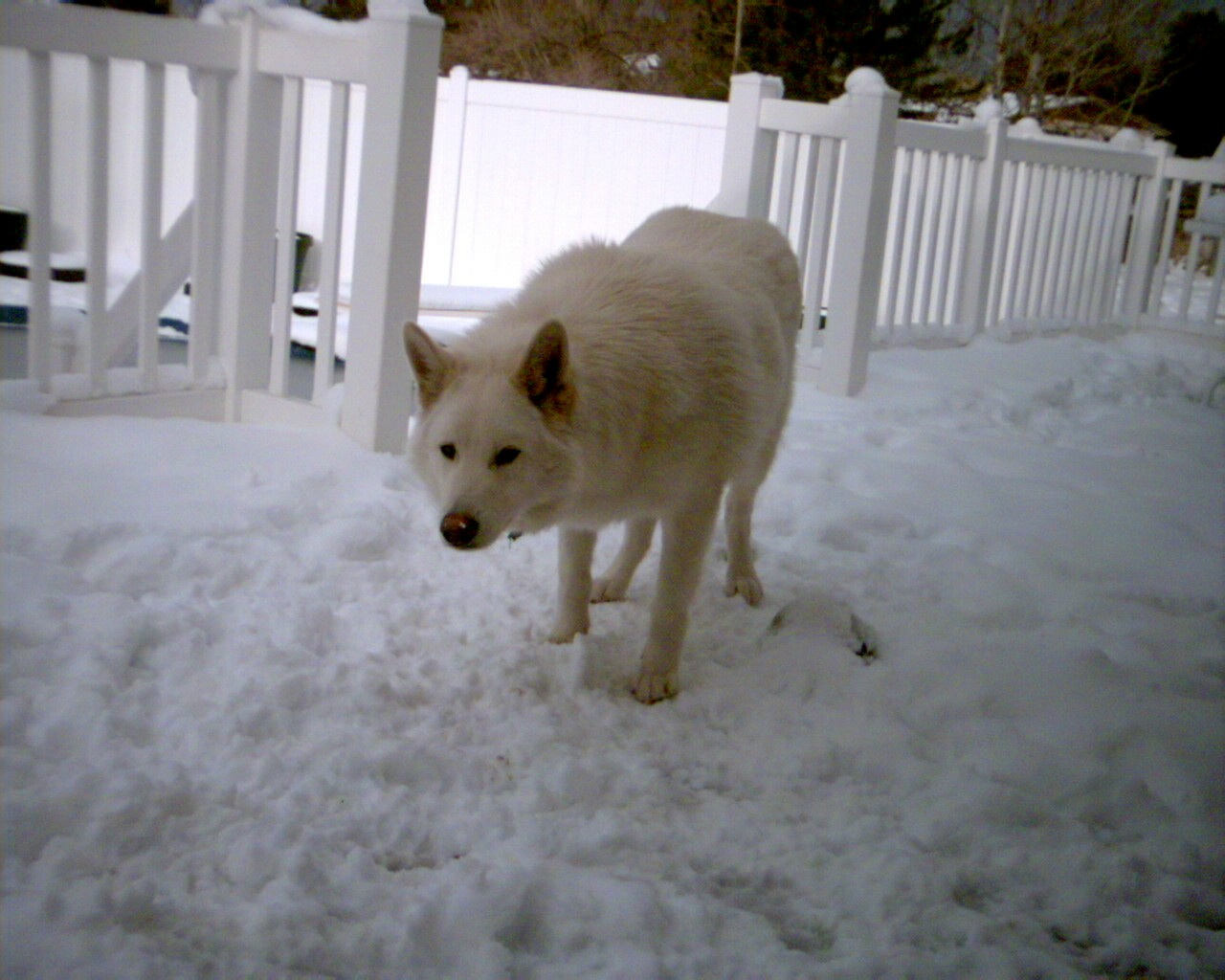
Un American Wolfdog di linea arctos

Come aspetto l'American Wolfdog è simile al suo antenato lupo nord americano, con le tre variazioni di mantello grigio, bianco e nero. È un cane di taglia grande superando agevolmente sia la femmina che il maschio i 70 cm al garrese. Lungo sino a 1,40 m, con coda tra i 30 e i 40 cm, può arrivare a pesare anche oltre i 40 kg. Ha una corporatura robusta ma abbastanza slanciata, con arti lunghi e robusti. Testa e muso possono essere generalmente più allungati che nel cane lupo generico. Gli occhi sono con pupilla rotonda e colore che varia dal marrone chiaro all'ambra chiaro, orecchie erette e corte. Ha un folto mantello che perde con l'arrivo della bella stagione, solitamente coincidente con la fine dell'inverno.

## Carattere
- Alto contenuto
È difficile individuare caratteristiche comportamentali specifiche di un contenuto elevato perché ogni animale è un individuo a sé stante. Le reazioni e l'intensità del comportamento sono ciò che rende un cane lupo ad alto contenuto una vera sfida con cui lavorare. Come regola generale, un contenuto elevato seguirà molti dei tratti che troviamo nei lupi puri che li hanno aiutati a sopravvivere in natura (possessività, aggressività, combattività, vigilanza). In genere sono molto sensibili al loro ambiente, molto testardi ed autonomi, senza alcuna necessità di compiacere l’umano, cosa che invece vediamo nei cani domestici. Possono essere molto timidi e diffidenti verso qualcosa di nuovo o diverso (neophobia). 
Il livello di neofobia può variare da soggetto a soggetto ma in genere persino un mobile nuovo può suscitare diffidenza. Altra caratteristica che può presentarsi negli alto contenuto è la claustrofobia, per cui passare per una via più stretta, stare in spazi chiusi o persino in macchina, può essere una vera e propria sfida. Indispensabile è lavorare sull'autocontrollo, ad esempio tramite esercizi di attivazione mentale, e non focalizzarsi solo nel soddisfare le loro esigenze fisico-motorie. Sono molto affettuosi e si legano fortemente alla loro famiglia. Se non adeguatamente abituati ed educati risulta molto difficile farli convivere con noi all'interno degli spazi della casa e molto spesso preferiscono trascorrere la maggior parte del tempo all'aperto, per questo sono animali sconsigliati per chiunque non abbia almeno un giardino a disposizione privata. La scelta ponderata dell’allevamento insieme ad una corretta gestione ed educazione permette loro di poter dormire e vivere in casa, uscire in passeggiata in luoghi affollati, fare escursioni in montagna ed altre normali attività che ogni cane vorrebbe svolgere, ma bisogna tener presente che gran parte del lavoro va svolto nel primo anno e mezzo di vita del cucciolo per raggiungere certi risultati.
- Medio Contenuto
Dimostrerà intensità e sensibilità nei suoi comportamenti, ma non nella maniera estrema che vediamo nei soggetti con alto contenuto. Il contenuto medio avrà alcuni tratti molto lupini ed altri riconducibili alle caratteristiche dei cani di razza nordica che di solito compongono il mix.
Alla luce di ciò, come l'alto contenuto, questi animali richiedono un’intensa socializzazione ed educazione nonostante, in alcuni casi, possono essere più docili e collaborativi rispetto ad un alto contenuto.
Il livello di adattabilità in questi animali varia, è importante che siano stimolati ed abituati a qualsiasi situazione sin dai primi mesi di vita: lavorare sulla diffidenza, mitigare la possessività caratteristica, mitigare eventuali comportamenti predatori, evitare l’insorgere dell’ansia da separazione e sviluppare nel loro quotidiano una routine sana.
Dato il loro forte legame con il proprietario e la loro alta predatorietà il box da esterno o un giardino a prova di fuga (dotato di antisalto e anti scavo) è un requisito indispensabile per tenere questi animali, e i loro vicini, in sicurezza.
-Basso Contenuto
Sono animali più facili da gestire. Attenzione con questa affermazione: non significa che siano facili in genere, ma, paragonati agli alto o medio contenuti sono quelli molto più simili al cane. Necessitano comunque di una buona socializzazione ed educazione, ma risultano sicuramente più docili e socievoli dei due sopracitati.
L’attaccamento al padrone, l’intelligenza e la diffidenza tipica rendono anche i cani-lupo di basso contenuto una sfida nella socializzazione e nell’addestramento per chi è abituato a lavorare con razze canine tipiche. 
Possono adattarsi alla vita in appartamento ma se non sono stati adeguatamente abituati a stare soli o non vedono soddisfatte le loro esigenze possono diventare distruttivi o tentare la fuga.
Chi conosce i CLC e i CLS sa giá quanto possa essere impegnativa la loro educazione e socializzazione rispetto ad un cane comune; in questo articolo quando si dice “facili”, ci si riferisce al paragone con gli altri contenuti. È importante sottolineare ancora che ogni soggetto è a se, ci sono proprietari che preferiscono HC a LC, HC a MC, MC a LC e cosí via. Questo articolo vuole dare solo un’introduzione molto generica alle differenze.

## Utilizzo
È principalmente un animale da compagnia, poco adatto al lavoro di cui si stanca abbastanza velocemente.

## Cure
Cane rustico e resistente, l'American Wolfdog non richiede particolari cure, se non energiche spazzolate al cambio di mantello. L'unica grande necessità è quella di muoversi molto.

## Diffusione
Ancora raro e poco diffuso in Europa, la razza è invece delle più diffuse negli Stati Uniti dove si trovano 100.000 esemplari.

## Curiosità
Come il suo antenato lupo, la femmina entra in calore una sola volta all'anno, generalmente tra gennaio e marzo, e, dopo una gestazione di circa sessanta giorni, mette alla luce tra i quattro e i sei cuccioli.